# Stenomacrus terebrator
Stenomacrus terebrator là một loài tò vò trong họ Ichneumonidae.